# Poinson-lès-Fayl
Poinson-lès-Fayl est une commune française située dans le département de la Haute-Marne, en région Grand Est. Fayl se prononce [fɛ.i].

## Géographie

### Localisation
Le village est situé au sud du Département de la Haute-Marne, à quelques kilomètres de la Haute-Saône. En voiture, il est à un peu moins de 80 kilomètres de Dijon et à 50 kilomètres de Vesoul.
La sous-préfecture de Langres est à 30 kilomètres et la préfecture de Chaumont à un peu plus de 60 km.
Le village faisait autrefois partie de la Bourgogne et du Dijonnais, mais il était dépendant du diocèse de Langres. D'ailleurs en 1789, les habitants étaient encore bourguignons[réf. nécessaire].
|               | Fayl-Billot      |           |
| Champsevraine | Poinson-lès-Fayl | Pressigny |
|               | Genevrières      |           |

### Hydrographie
La commune est dans le bassin versant de la Saône au sein du bassin Rhône-Méditerranée-Corse. Elle est drainée par le ruisseau de Paissard, le ruisseau de Volavril et le ruisseau des Petits Crots.
Les ruisseaux de Paissard et de Poinsenot bénéficient depuis 2008 d'un arrêté de protection de Biotope lié à la présence de l'écrevisse à pieds blancs (Austropotamobius pallipes).

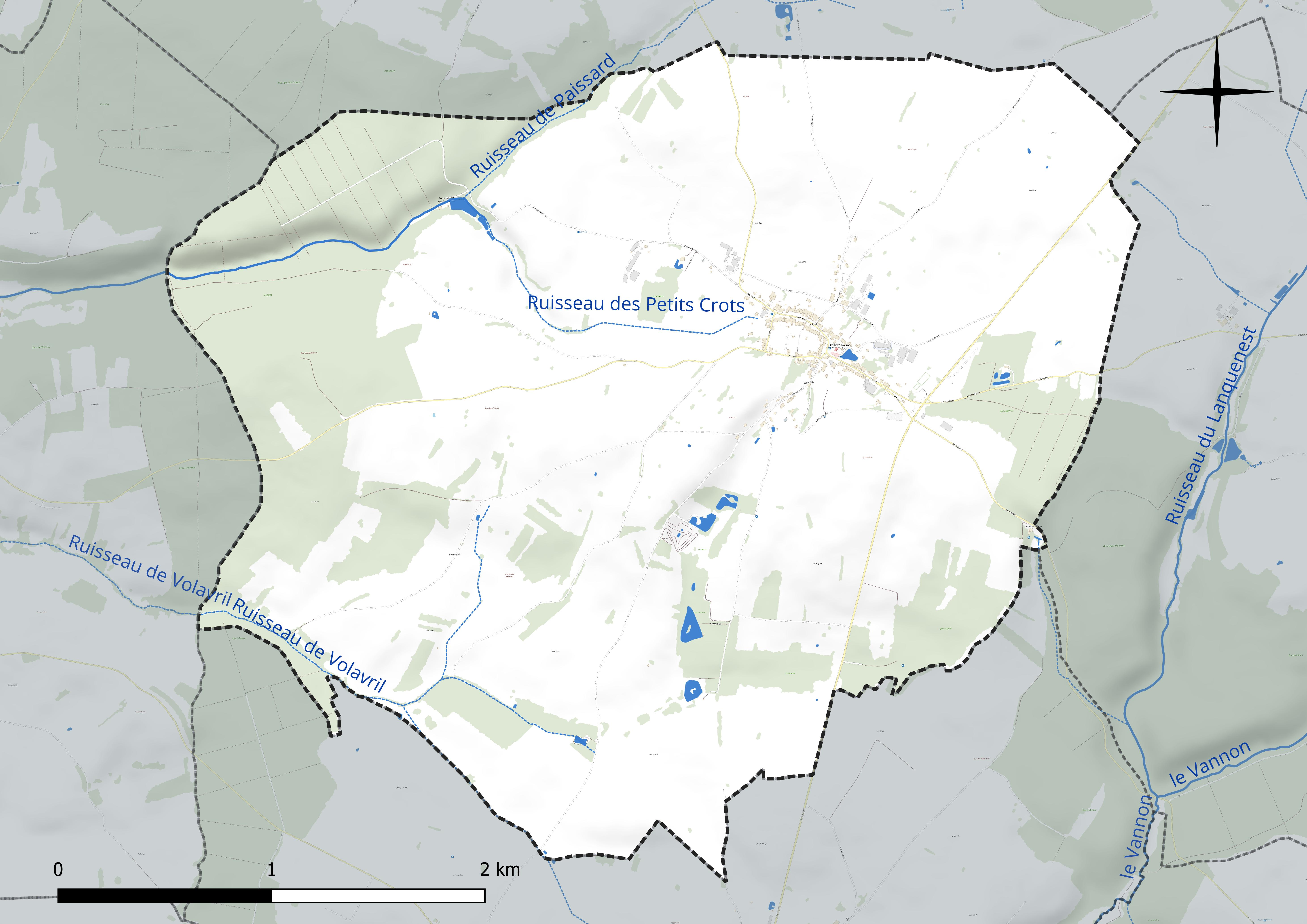
Réseau hydrographique de Poinson-lès-Fayl.

### Climat
Pour des articles plus généraux, voir Climat du Grand Est et Climat de la Haute-Marne.
En 2010, le climat de la commune est de type climat des marges montargnardes, selon une étude du Centre national de la recherche scientifique s'appuyant sur une série de données couvrant la période 1971-2000. En 2020, Météo-France publie une typologie des climats de la France métropolitaine dans laquelle la commune est exposée à un climat océanique altéré et est dans la région climatique  Lorraine, plateau de Langres, Morvan, caractérisée par un hiver rude (1,5 °C), des vents modérés et des brouillards fréquents en automne et hiver. 
Pour la période 1971-2000, la température annuelle moyenne est de 9,8 °C, avec une amplitude thermique annuelle de 17,1 °C. Le cumul annuel moyen de précipitations est de 915 mm, avec 12,6 jours de précipitations en janvier et 8,9 jours en juillet. Pour la période 1991-2020, la température moyenne annuelle observée sur la station météorologique de Météo-France la plus proche, « Fayl-Billot_sapc », sur la commune de Fayl-Billot à 3 km à vol d'oiseau, est de 10,5 °C et le cumul annuel moyen de précipitations est de 995,6 mm. 
La température maximale relevée sur cette station est de 38,5 °C, atteinte le 25 juillet 2019 ; la température minimale est de −16,1 °C, atteinte le 24 décembre 2001,,. 
Les paramètres climatiques de la commune ont été estimés pour le milieu du siècle (2041-2070) selon différents scénarios d'émission de gaz à effet de serre à partir des nouvelles projections climatiques de référence DRIAS-2020. Ils sont consultables sur un site dédié publié par Météo-France en novembre 2022.

## Urbanisme

### Typologie
Au 1er janvier 2024, Poinson-lès-Fayl est catégorisée commune rurale à habitat dispersé, selon la nouvelle grille communale de densité à sept niveaux définie par l'Insee en 2022.
Elle est située hors unité urbaine et hors attraction des villes,.

### Occupation des sols
L'occupation des sols de la commune, telle qu'elle ressort de la base de données européenne d’occupation biophysique des sols Corine Land Cover (CLC), est marquée par l'importance des territoires agricoles (75,7 % en 2018), en diminution par rapport à 1990 (76,9 %). La répartition détaillée en 2018 est la suivante : 
prairies (53,5 %), terres arables (22,1 %), forêts (20,7 %), zones urbanisées (3,7 %). L'évolution de l’occupation des sols de la commune et de ses infrastructures peut être observée sur les différentes représentations cartographiques du territoire : la carte de Cassini (XVIIIe siècle), la carte d'état-major (1820-1866) et les cartes ou photos aériennes de l'IGN pour la période actuelle (1950 à aujourd'hui).

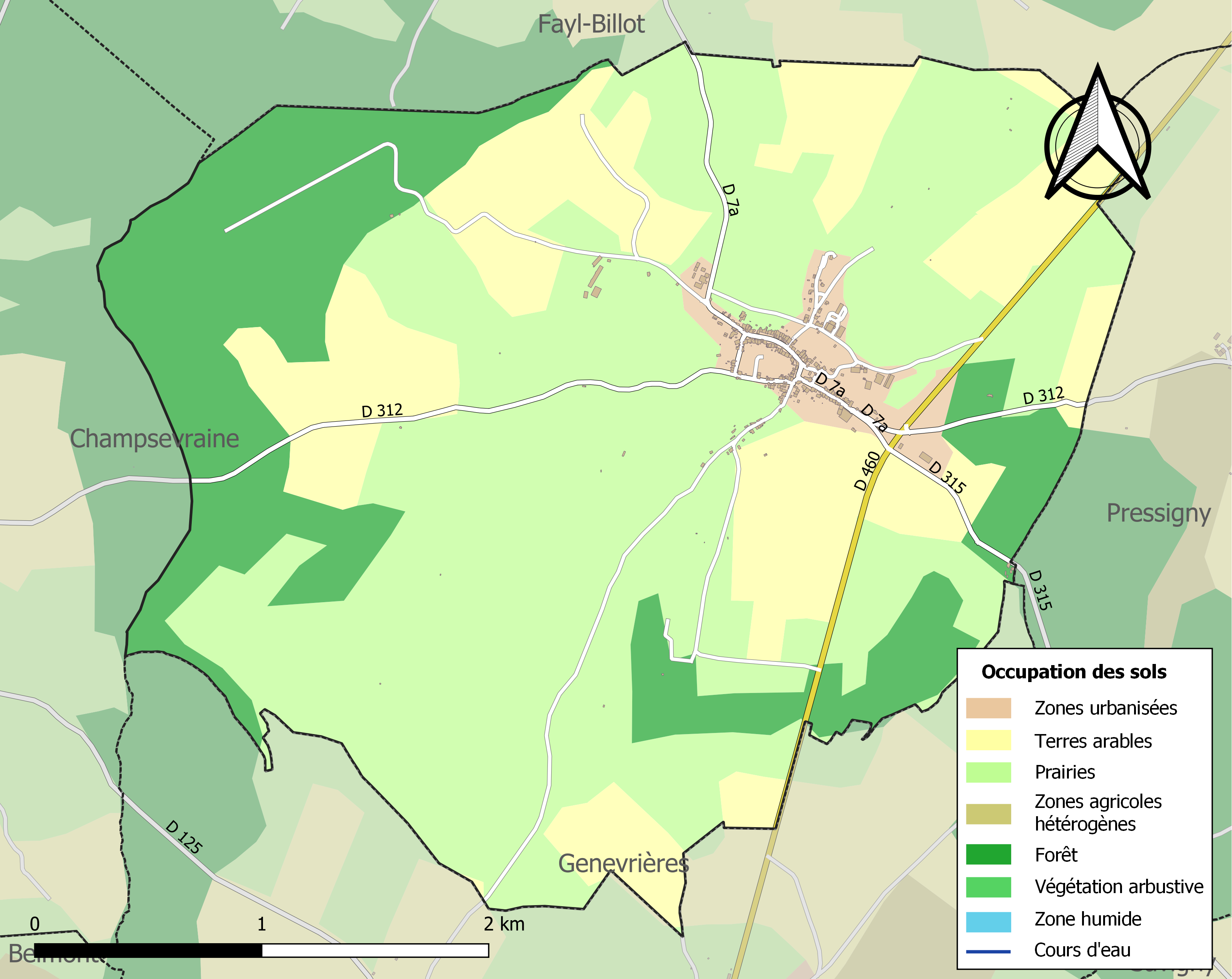
Carte des infrastructures et de l'occupation des sols de la commune en 2018 (CLC).

## Toponymie
L'origine du nom du village viendrait soit de Poinsson, Poinçon, Poyssum, ou peut être du patronyme d'un notable.

## Histoire du village
Au Sud-est du village, à l'entrée du bois, se trouvait l'ermitage de Saint-Pérégrin dont on disait que la chapelle avait été taillée dans le roc par le comte de Moret, fils illégitime du roi Henri IV.
Mais l'origine de ce lieu remonte au temps des croisades où un jeune seigneur de Pressigny partit pour la terre sainte. Lors d'un combat, il fut blessé et laissé pour mort. Son épouse se croyant veuve épousa un autre homme.
Plus tard, le brave chevalier revint. Apprenant ce qu'il s'était passé, il prit la résolution d'entrer dans la religion. Il bâtit une cabane au milieu de la forêt, y vécut en ermite et on l'appela « Sanctus peregrinus » ce qui signifie le Saint Voyageur, Saint Etranger et, évidemment, St-Pérégrin.
Quand il fut sur le point de mourir, il fit venir sa femme et son second mari, leur dit qui il était et leur fit promettre d'entrenir à perpetuité un ermitage en cet endroit. À proximité de l'ermitage, une source appelée Fontaine de Saint-Péregrin ou de Sainte-Claire, guérissait des fièvres et peut-être de la gale et de la lèpre.
En 1670, Frère Jean-Jacques devint le Supérieur de l'Ermitage et apprit aux frères à tresser l'osier pour confectionner paniers et corbeilles. Il est à l'origine de l'implantation de la vannerie dans la région.
Durant la guerre de Trente Ans, lors de l'invasion de l'armée impériale sous les ordres de Matthias Gallas, le lieutenant général Forkalz, commandant des Croates, établit son quartier général à Poinson en septembre 1636. Ils ont volé, incendié, violé une grande partie des habitants et par de fréquentes excursions, ont dévasté les environs du village, de sorte que, depuis les remparts de Langres, on pouvait suivre leur marche à la lueur des incendies. Poinson fut dépeuplé et ce n'est que le siècle suivant que la population a véritablement réaugmenté.
Cette synthèse historique est pour l'essentiel issue de l'ouvrage de référence d'Émile Jolibois La Haute-Marne ancienne et moderne paru en 1858 (voir bibliographie).

## Politique et administration

### Liste des maires
| Période                                  | Période  | Identité           | Étiquette | Qualité |
| ---------------------------------------- | -------- | ------------------ | --------- | ------- |
| Les données manquantes sont à compléter. |          |                    |           |         |
| 1966                                     | 1971     | Albert Meuret      |           |         |
| 1971                                     | 1989     | Pierre Aubry       |           |         |
| 1989                                     | 2014     | Marie-Claude Aubry |           |         |
| 2014                                     | En cours | Isabelle Doizenet  |           |         |

### Fusions de communes et intercommunalité
Commune de Saint-Pérégrin-sur-Vannon
En 1972, la commune de Poinson-lès-fayl a été fusionnée sous le régime de la fusion-association avec les communes de Gilley, de Pressigny, de Savigny, de Tornay, de Valleroy et de Voncourt pour former la commune de Saint-Pérégrin-sur-Vannon.
Poinson avait dès lors, le statut de commune associée, ce qui lui a permis de garder quelques prérogatives :
- un maire délégué, officier d'état civil et officier de police judiciaire, et susceptible de recevoir certaines délégations du maire ;
- une mairie annexe, qui est notamment responsable des actes d'état civil ;
- une section du centre communal d'action sociale ;
- une section électorale ;

Cette fusion s'est faite à la suite de la loi sur les fusions et regroupements de communes dite Loi Marcellin du 16 juillet 1971.
La commune a été supprimée en 1986 et les communes constituantes ont été rétablies.
Intercommunalité :
À partir de Janvier 2013, la commune a été intégrée à la Communauté de communes Vannier Amance, issue du regroupement de plusieurs communes et communautés de communes.
Avant cette date, la commune de Poinson-lès-Fayl ne faisait pas partie d'une intercommunalité.
Puis en Janvier 2017, la Communauté de communes Vannier Amance a été fusionnée avec deux autres communautés de communes existantes : la Communauté de communes du pays de Chalindrey et la Communauté de communes de la région de Bourbonne-les-Bains pour former la Communauté de communes des Savoir-Faire dont la commune de Poinson-lès-fayl fait désormais partie.

## Population et société

### Démographie
L'évolution du nombre d'habitants est connue à travers les recensements de la population effectués dans la commune depuis 1793. Pour les communes de moins de 10 000 habitants, une enquête de recensement portant sur toute la population est réalisée tous les cinq ans, les populations de référence des années intermédiaires étant quant à elles estimées par interpolation ou extrapolation. Pour la commune, le premier recensement exhaustif entrant dans le cadre du nouveau dispositif a été réalisé en 2004.

En 2022, la commune comptait 207 habitants, en évolution de −8,81 % par rapport à 2016 (Haute-Marne : −4,62 %, France hors Mayotte : +2,11 %).
| 1793 | 1800 | 1806 | 1821 | 1831 | 1836 | 1841 | 1846 | 1851 |
| ---- | ---- | ---- | ---- | ---- | ---- | ---- | ---- | ---- |
| 560  | 623  | 603  | 567  | 547  | 569  | 531  | 581  | 586  |

| 1856 | 1861 | 1866 | 1872 | 1876 | 1881 | 1886 | 1891 | 1896 |
| ---- | ---- | ---- | ---- | ---- | ---- | ---- | ---- | ---- |
| 494  | 488  | 497  | 473  | 458  | 436  | 470  | 433  | 430  |

| 1901 | 1906 | 1911 | 1921 | 1926 | 1931 | 1936 | 1946 | 1954 |
| ---- | ---- | ---- | ---- | ---- | ---- | ---- | ---- | ---- |
| 406  | 411  | 409  | 352  | 333  | 320  | 298  | 269  | 301  |

| 1962 | 1968 | 1990 | 1999 | 2004 | 2006 | 2009 | 2014 | 2019 |
| ---- | ---- | ---- | ---- | ---- | ---- | ---- | ---- | ---- |
| 260  | 257  | 187  | 161  | 189  | 198  | 221  | 228  | 213  |

| 2022 | - | - | - | - | - | - | - | - |
| ---- | - | - | - | - | - | - | - | - |
| 207  | - | - | - | - | - | - | - | - |

## Économie
Entreprises présentes sur le territoire communal :
- SAS Bongarzone société d'exploitation de carrière
- Établissements Aubry, fabrication d'aliments pour animaux de ferme
- Gîtes et logement insolite (roulotte)

Commune labellisée "Commune Nature", zéro phyto, niveau 3 (à la date du 31.12.2021 - Région Grand-Est).[réf. nécessaire]

## Culture locale et patrimoine

### Lieux et monuments

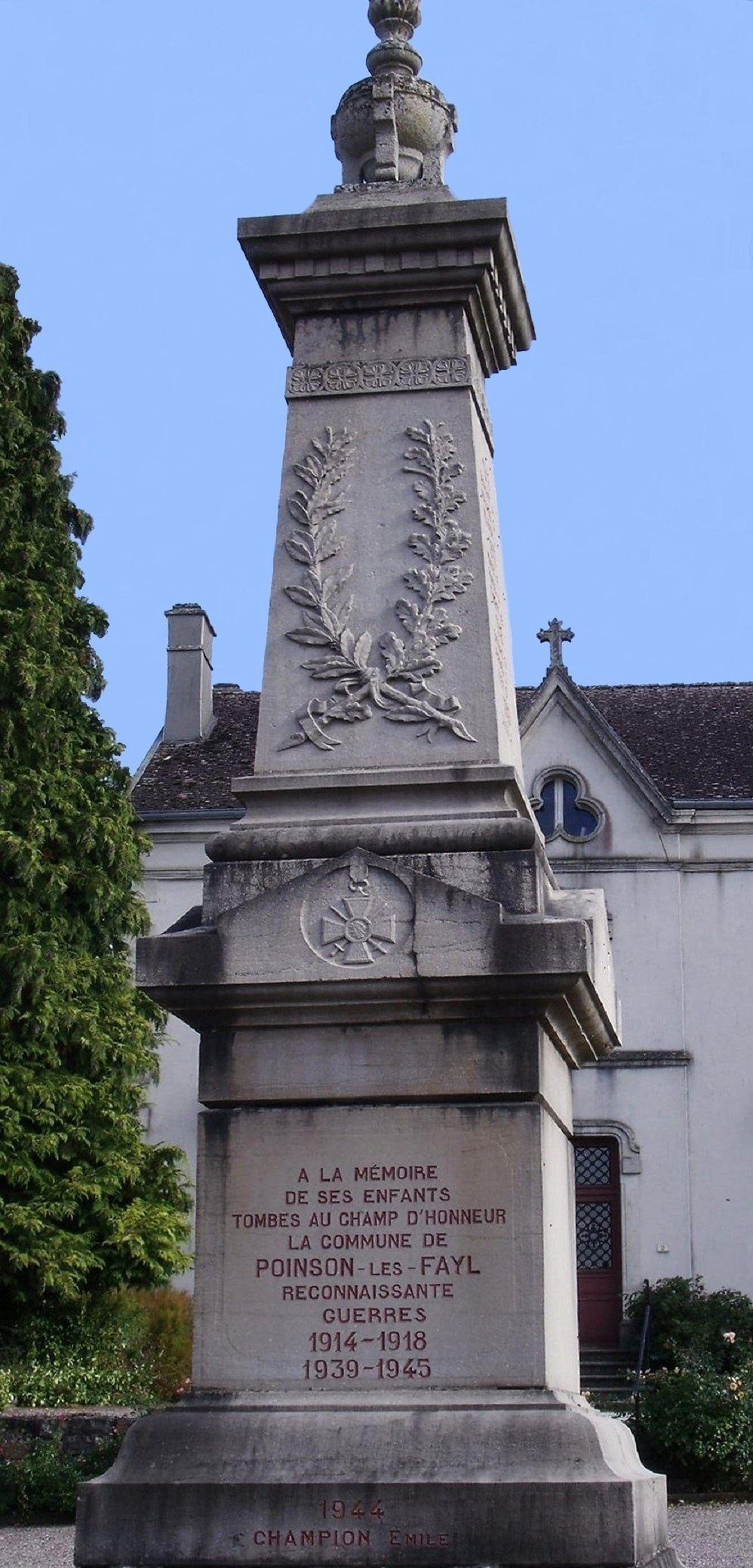
Le monument aux Morts

- Fontaine dite « La Désirée » : situé devant l'église et datant de 1844, ce lavoir est particulier dans la mesure où il se compose d'un bassin de lavage en plein air, sans toiture. Assez important, le bassin est dominé par une monumentale fontaine en pierre.
- Église Saint-Martin : initialement bâtie au XIIIe siècle puis reconstruite en 1544, son clocher massif est flanqué d'une tourelle et d'une flèche couverte d'ardoise. Son chœur est celui d'origine et date donc du XIIIe . C'est une des plus belles églises de sa paroisse. Elle a été restaurée en 1986. À l'intérieur se trouvent un magnifique ensemble en bois doré avec un retable représentant la scène de la Nativité, un autel et des chandeliers du XVIIIe siècle, un vitrail de la Vierge de Pitié du XVIe siècle, des statues des XVIIe et XVIIIe siècles et une chapelle avec oculus.

Elle est inscrite à l'inventaire supplémentaire des monuments historiques,.
- Croix du XVIe siècle : située devant l'église, inscrite à l'inventaire supplémentaire des monuments historiques[20].
- Monument aux Morts .

### Vie associative
Liste des associations actives du village : 
- Comité des fêtes et des loisirs de Poinson-lès-Fayl
- Association des Bouilleurs de cru de Poinson-lès-Fayl
- Amicale des anciens pompiers
- Le club du renouveau
- Association de parents d'élèves "Les P'tiots Gach'nots"
- Société civile des droits de chasse de Poinson-lès-Fayl